# Marion (Illinois)
Marion is een plaats (city) in de Amerikaanse staat Illinois, en valt bestuurlijk gezien onder Williamson County.

## Demografie
Bij de volkstelling in 2000 werd het aantal inwoners vastgesteld op 16.035. In 2006 is het aantal inwoners door het United States Census Bureau geschat op 17.282, een stijging van 1247 (7,8%).

## Geografie
Volgens het United States Census Bureau beslaat de plaats een oppervlakte van 35,0 km², waarvan 33,2 km² land en 1,8 km² water. Marion ligt op ongeveer 158 m boven zeeniveau.

## Plaatsen in de nabije omgeving
De onderstaande figuur toont nabijgelegen plaatsen in een straal van 12 km rond Marion.